# Radici (album)
Radici è il quarto album del cantautore italiano Francesco Guccini, pubblicato dalla Columbia nel 1972.

## Descrizione
L'album si caratterizza per la cura rivolta alla parte musicale, lontanamente influenzata dalle tendenze progressive tipiche del periodo. Guccini è autore dei testi e delle musiche di tutti i brani. La copertina del disco ritrae i nonni e i prozii di Guccini, sullo sfondo del cortile della vecchia casa di montagna. Il tecnico del suono fu Ezio De Rosa.

## Tracce
Lato A
1. Radici – 7:12
2. La locomotiva – 8:17
3. Piccola città – 4:38

Durata totale: 20:07
Lato B
1. Incontro – 3:37
2. Canzone dei dodici mesi – 7:03
3. Canzone della bambina portoghese – 5:33
4. Il vecchio e il bambino – 4:19

Durata totale: 20:32

## I brani
Radici
La title track dell'album è dedicata a Pàvana, il paese sull'Appennino tosco-emiliano dove Guccini ha trascorso i primi cinque anni della sua vita e a cui è molto legato. Il cantautore, ripensando alla casa dei suoi nonni a Pàvana, la considera come il fulcro delle sue radici e si rivolge a lei esponendole i suoi dubbi, poiché lei "ha visto nascere e morire gli antenati miei/ lentamente, giorno dopo giorno". Ma poi, intuendo che non potrà avere una risposta alle sue domande (tòpos comune nella poetica gucciniana) capisce che "la casa è come un punto di memoria/le tue radici danno la saggezza/e proprio questa è forse la risposta/e provi un grande senso di dolcezza".
La locomotiva

Rimasta probabilmente la canzone più famosa di Guccini, che immancabilmente la esegue alla fine di ogni suo concerto, racconta in chiave poetica l'attentato compiuto dal macchinista anarchico Pietro Rigosi (pur senza riferirsi esplicitamente a lui, descrivendo il protagonista come un ignoto giovane di bell'aspetto), che, il 20 luglio del 1893, all'età di 28 anni, prese il controllo di una locomotiva sganciata da un treno merci e la lanciò alla velocità (notevole, per l'epoca) di 50 km/h verso la stazione di Bologna. La corsa del treno fu deviata su un binario morto; Rigosi sopravvisse allo schianto, ma dovette subire l'amputazione di una gamba e rimase sfigurato in volto.
Guccini ha più volte dichiarato di aver scritto il testo della canzone in circa venti minuti.
Piccola città
La canzone è dedicata alla città natale di Guccini, Modena, con cui il cantautore non ebbe mai un buon rapporto. Abbandonata dopo tre mesi dalla nascita, nel 1940, per rifugiarsi con la madre a Pàvana, dove i nonni paterni possedevano un mulino, vi tornò nel 1945, terminata la guerra;  vi visse la sua adolescenza, per poi trasferirsi a Bologna nel 1960. Il cantautore la descrive con una certa amarezza e affermerà in seguito: «Modena è per me l'esilio da Pàvana e l'attesa di Bologna. Modena è "mia nemica strana", la mia adolescenza, il periodo forse più tragico della mia vita perché nell'immediato dopoguerra le aspettative e le speranze erano tante e le possibilità di realizzarle quasi nulle.»
Incontro
Ancora Modena fa da sfondo a questa canzone, che racconta di un incontro, avvenuto alla stazione, fra il cantautore e una vecchia compagna di scuola, dopo dieci anni che non si vedevano. I due si raccontano le esperienze vissute in quei dieci anni di lontananza, in cui entrambi hanno visitato l'America, esperienze talvolta tragiche, come il suicidio del fidanzato di lei ("come in un libro scritto male/lui si era ucciso per Natale"). Anche in questa canzone emerge una tematica fondamentale della poesia di Guccini, il dubbio.
Canzone dei dodici mesi
Scritta ispirandosi deliberatamente ai sonetti di Folgòre da San Gimignano e di Cenne da la chitarra, esplicitamente citati, la canzone descrive il trascorrere di un anno mese per mese ed è intrisa di riferimenti e citazioni, da Thomas Stearns Eliot a Umar Khayyam.
Canzone della bambina portoghese
«C’è un’altra canzone, quella della Bambina portoghese, che è fatta proprio di due tronchi: l’inizio e la fine contrastano con quelli centrali… A quei tempi certi amici, certi conoscenti, giuravano sulla fede politica, e quindi avevano la verità in tasca; io sostenevo che era impossibile, conoscere veramente, anche attraverso una fede politica (che è un altro tipo di fede, appunto). E la Bambina portoghese è invece questa adolescente che, trovandosi in un punto geografico particolare, cioè alla fine del continente europeo, l’inizio dell’Atlantico, intuisce un qualche cosa che può significare: come quando ci si trova di fronte a certi problemi linguistici, nei quali sembra di avvicinarsi alla soluzione ma poi la soluzione sfugge via… Ecco, l’adolescente spensierata ha un attimo di…e poi lascia perdere, insomma, aveva altre cose da fare. Forse con un'intuizione si può arrivare vicino alla Verità, ma senza toccarla, senza mai riuscire a metterci le mani sopra.»
Il vecchio e il bambino
Un'altra popolare canzone del cantautore modenese, rifatta anche dai Nomadi, parla dell'olocausto nucleare, già tema di Noi non ci saremo, contenuta nel primo album di Guccini, Folk beat n. 1. In un mondo completamente distrutto ed irriconoscibile, unici superstiti sono un vecchio e un bambino. Il vecchio racconta al bambino di com'era il mondo prima dell'esplosione nucleare, facendo del paesaggio il vero protagonista della canzone, ed il bambino lo ascolta incantato, credendo che l'intero racconto sia una fiaba inventata dal vecchio.

## Formazione
- Francesco Guccini – voce, chitarra
- Deborah Kooperman – flauto (in Il vecchio e il bambino), chitarra, banjo
- Vince Tempera – tastiera
- Maurizio Vandelli – mellotron
- Gigi Rizzi – chitarra elettrica
- Ares Tavolazzi – basso
- Ellade Bandini – batteria